# مرتضی فرهادی
مرتضی فرهادی (۱۴ بهمن ۱۳۲۳ در ملایر)،استاد تمام حوزه مردم‌شناسی و جامعه‌شناسی دانشگاه علامه طباطبایی است که وی را به سبب پژوهش‌های متعدد در حوزه مردم‌شناسی، فرهنگ و علوم انسانی به ویژه در حوزه روستایی ایران و همچنین در حوزه مردم‌شناسی آینده می‌شناسند. فرهادی تنها محقق ایرانی است که صاحب نظریه در زمینه توسعه بومی است. از وی تاکنون ۲ کتاب فرهنگ یاریگری در ایران و واره: نوعی تعاونی سنتی کهن و زنانه در ایران به ترتیب در دوره‌های سیزدهم و بیستم انتخاب کتاب سال جمهوری اسلامی ایران از طرف وزارت فرهنگ و ارشاد اسلامی به عنوان کتاب سال برگزیده شده‌اند.